# کینزی (فیلم)
کینزی (انگلیسی: Kinsey) فیلمی در ژانر زندگی‌نامه‌ای به کارگردانی بیل کاندن است که در سال ۲۰۰۴ منتشر شد.

## خلاصه
نگاهی بر زندگی آلفرد کینسی کسی که در مبارزه با مشکلات جنسی فعالیت داشت و حدود ۱۹۰۰ عدد مطلب در مورد این مسائل نشر کرده بود…

## بازیگران
- لیام نیسون
- لورا لینی
- پیتر سارسگارد
- کریس اودانل
- تیموتی هاتون
- جان لیسگو
- لوک ماکفارلن
- اولیور پلات
- تیم کوری
- دیلن بیکر
- جولیان نیکلسون
- ویلیام سدلر
- کاترین هوتن
- آردن میرین
- استیو شیل
- کلیفورد دیوید